# Aliettite
L'aliettite (simbolo IMA: Ali) è un raro minerale appartenente alla famiglia minerale dei "silicati e germanati" con composizione chimica Ca0,2Mg6((Si,Al)8O20)(OH)4 • 4(H2O).
Strutturalmente appartiene ai fillosilicati.

## Etimologia e storia
Il minerale porta il nome del professor Andrea Alietti (1923 - 2000) dell'Università di Modena (Italia) che per primo studiò la struttura di questo minerale.

## Classificazione
Nella nona edizione della sistematica dei minerali di Strunz l'aliettite è elencata nella classe "9. Silicati (germanati)" e da lì nella sottoclasse "9.E Fillosilicati"; questa è ulteriormente suddivisa in base alla struttura del minerale in modo tale che l'aliettite possa essere trovata nella sezione "9.EC Fillosilicati con fogli di mica, composti di reti di tetraedri e ottaedri" insieme a brinrobertsite, dozyite, kulkeite, lunijianlaite, rectorite, saliotite, corrensite, tosudite, karpinskite e idrobiotite, con le quali forma il sistema nº 9.EC.60.
Tale classificazione viene mantenuta anche nell'edizione successiva, proseguita dal database "mindat.org", chiamata anche Classificazione Strunz-mindat.
Anche la classificazione dei minerali secondo Dana, usata principalmente nel mondo anglosassone, elenca l'aliettite nella classe dei "fillosilicati" e nel gruppo dei "fillosilicati: fogli di anelli a sei membri intercalati 1:1, 2:1 e ottaedri", dove forma il sistema nº 71.4.2 insieme a 	dozyite, lunijianlaite, saliotite, tosudite, corrensite, kulkeite e rectorite.

## Abito cristallino
L'aliettite cristallizza nel sistema monoclino con gruppo spaziale sconosciuto, così come sono sconosciuti i parametri reticolari.
Secondo altra fonte il sistema cristallino è esagonale con i parametri reticolari a = 5,216 Å e c = 24,6 Å, oltre a una unità di formula per cella unitaria.

## Origine e giacitura
L'aliettite si forma come prodotto di alterazione in ofioliti serpentinizzate o come residuo in terreni derivati da esse, ma si forma anche in dolomie alterate; la si trova associata a talco, clorite, serpentino e calcite.
L'aliettite è un minerale estremamente raro ed è stato trovato solo in pochi siti. La sua località tipo è presso Albareto, ma è stato rinvenuto anche a Ferriere e a Frassinoro, tutti in Emilia Romagna.
Altri siti sono: Kinshasa (Repubblica Democratica del Congo); negli oblast' di Chelyabinsk e di Murmansk (Russia); nelle miniere "Goldstrike" (Nevada, Stati Uniti); sul monte Zirabulak (regione di Samarcanda, Uzbekistan).